# Las Tres Cruces, Puebla
Las Tres Cruces är en ort i Mexiko.   Den ligger i kommunen Epatlán och delstaten Puebla, i den sydöstra delen av landet, 120 km sydost om huvudstaden Mexico City. Las Tres Cruces ligger 1 320 meter över havet och antalet invånare är 149.
Terrängen runt Las Tres Cruces är huvudsakligen kuperad, men västerut är den platt. Runt Las Tres Cruces är det ganska tätbefolkat, med 155 invånare per kvadratkilometer. Närmaste större samhälle är Izúcar de Matamoros, 6,1 km väster om Las Tres Cruces. I omgivningarna runt Las Tres Cruces växer huvudsakligen savannskog.